# 胡震
胡震（こ しん、男性、1814年 - 1860年）は、中国清朝中期の篆刻家・書家である。
字を不恐・伯恐、号は鼻山・胡鼻山人・富春大嶺長。浙江富陽の人。

## 略伝
生涯にわたって仕官せず布衣のまま過ごした。書は篆書・八分に非常に精しい。篆刻は銭松に啓発され、深い親交を結んだ。広東の厳荄が『銭叔蓋・胡鼻山両家刻印』2巻を編集している。後の呉昌碩がこの二人を絶賛し影響を受けていた。作風は素朴で野趣があるとされる。

## 著書
- 『胡鼻山人印譜』